# Torben Bille (skuespiller)
 For alternative betydninger, se Torben Bille. (Se også artikler, som begynder med Torben Bille)
Torben Bille (31. oktober 1945 – 22. juli 1993) var en dansk skuespiller og rekvisitør, der arbejdede på en række danske film i 1970'erne.
Han spillede titelrollen i filmen Dværgen (1973), og var med sin diminutive kropsbygning bogstaveligt talt født til rollen.

## Filmografi (som skuespiller)
- Og så er der bal bagefter (1970)
- Guld til præriens skrappe drenge (1971)
- Præsten i Vejlby (1972)
- Dværgen (1973)
- Bejleren - en jydsk røverhistorie (1975)
- Brand-Børge rykker ud (1976)
- Pas på ryggen, professor (1977)
- Agent 69 Jensen i Skorpionens tegn (1977)
- Jorden er flad (1977)
- Agent 69 Jensen i Skyttens tegn (1978)
- Yellow Pages (1988)